# پانچ (نوشیدنی)

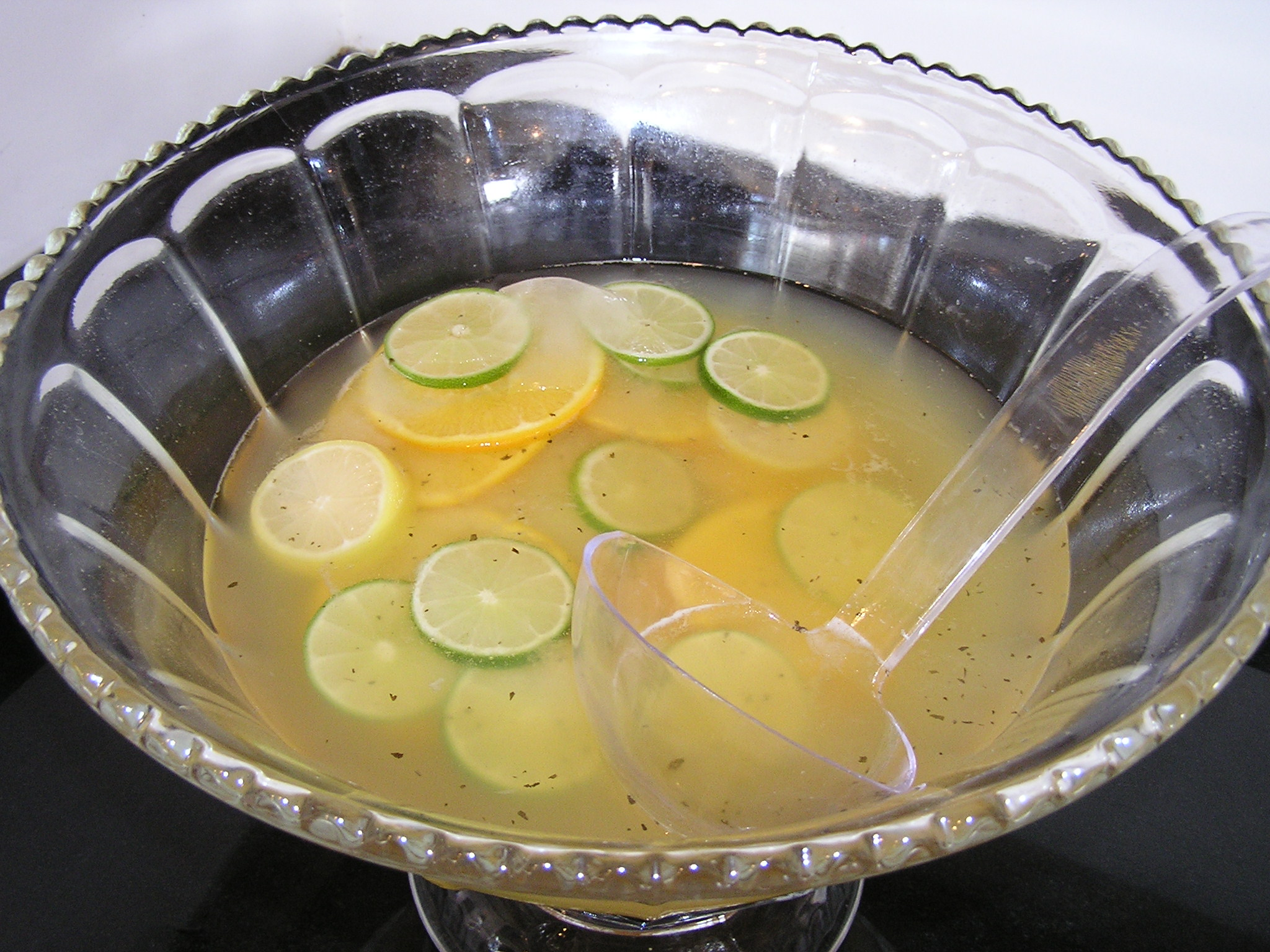
پانچ جنوبی بربن

اصطلاح پانچ به دسته وسیعی از نوشیدنی‌ها اعم از غیر الکلی و الکلی گفته می‌شود که به‌طور کلی حاوی میوه‌ها یا آب میوه هستند. این نوشیدنی توسط کارمندان شرکت هند شرقی بریتانیا از هند به انگلیس معرفی شد. پانچ معمولاً در مهمانی‌ها در کاسه‌های بزرگ و پهن که به کاسه پانچ معروف هستند، سرو می‌شود.
در ایالات متحده، مقررات فدرال برای توصیف محصولات نوشیدنی تجاری که حاوی میوه یا آب میوه نیستند، کلمه «پانچ» را ارائه می‌دهند. این اصطلاح برای برچسب زدن به نوشیدنی‌هایی با طعم مصنوعی، با یا بدون طعم دهنده‌های طبیعی، که حاوی آب میوه یا کنسانتره به نسبت قابل توجهی نیستند، استفاده می‌شود. بنابراین ممکن است محصولی با اسم "fruit punch" حاوی مواد میوه ای نباشد.

## تاریخ
کلمه پانچ ممکن است یک کلمه قرضی از هندی āñć (pāñć) باشد، به معنی «پنج»، زیرا نوشیدنی اغلب با پنج ماده الکلی، شکر، آب از یک آهک یا یک لیمو، آب و ادویه جات تهیه می‌شود. برخی بر این باورند که این کلمه از پانچون انگلیسی سرچشمه گرفته‌است، که توصیفی حجمی برای بشکه‌های اندازه خاصی بود که برای حمل الکل در کشتی‌ها استفاده می‌شد.
این نوشیدنی را اوایل قرن هفدهم توسط ملوانان و کارمندان شرکت انگلیسی هند شرقی از هند به انگلیس آوردند. از آنجا به سایر کشورهای اروپایی وارد شد. هنگامی که به صورت مشترک سرو می‌شود، دارای الکل کمتری نسبت به یک کوکتل معمولی است.
اصطلاح پانچ برای اولین بار در اسناد انگلیسی در سال ۱۶۳۲ ثبت شد. در آن زمان، بیشتر پانج‌ها از نوع حصیری بود که با پایه شراب یا براندی ساخته می‌شد. اما حدود سال ۱۶۵۵ در رم جامائیکا مورد استفاده قرار گرفت، و پانچ «مدرن» ظهور کرد. در سال ۱۶۷۱، اسناد به خانه‌های پانچ اشاره می‌کنند.

## تغییرات

### غیر الکلی

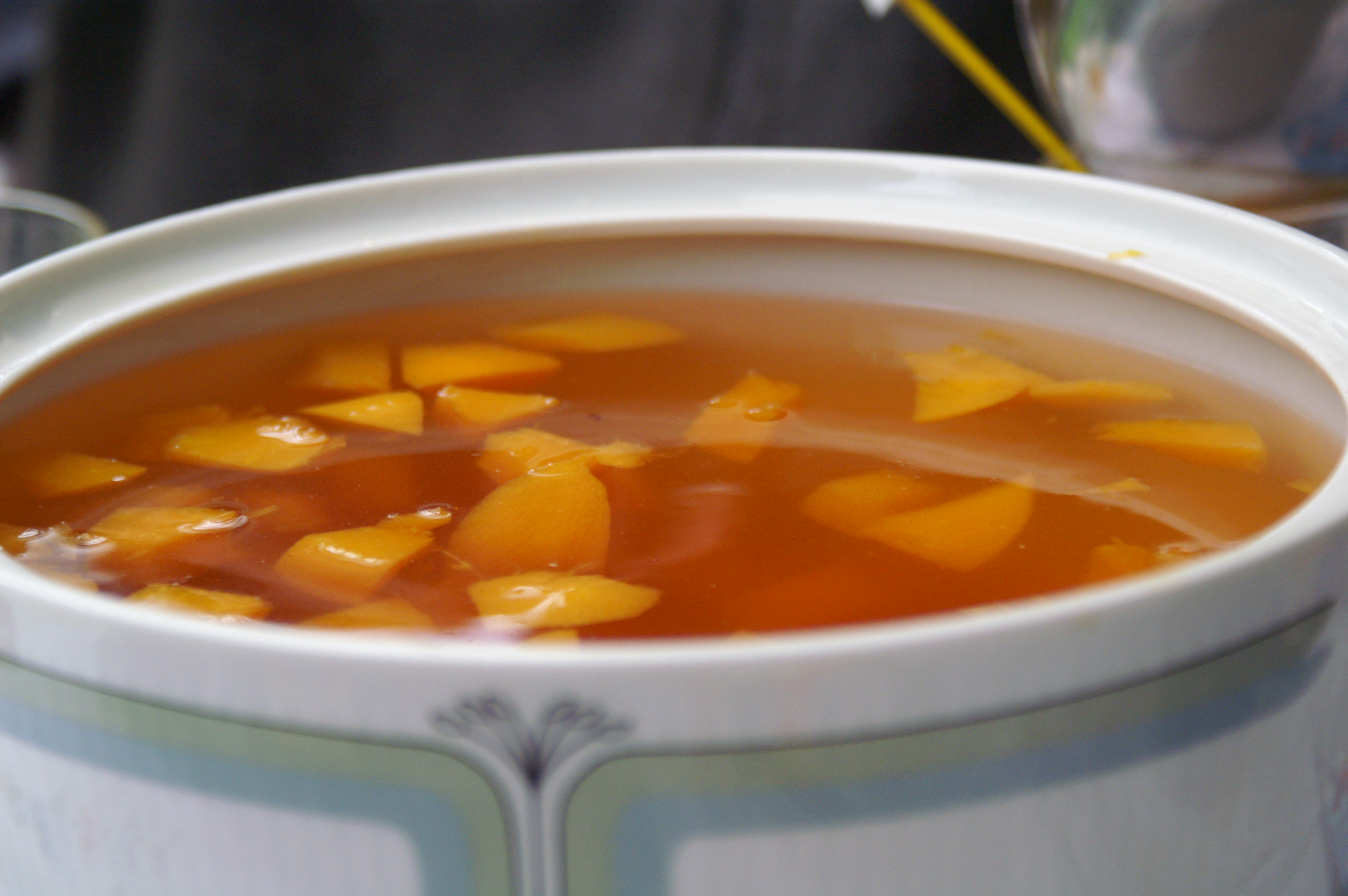
پانچ میوه ای

انواع پانچ‌های غیر الکلی، که به ویژه به کودکان و همچنین بزرگسالانی که الکل نمی‌نوشند، داده می‌شود، به‌طور معمول شامل ترکیبی از آب میوه، آب و یک شیرین کننده مانند شکر است. جوش شیرین با لیمو، آهک زنجبیل یا سایر نوشابه‌های گازدار با طعم میوه اضافه می‌شوند. همچنین اغلب حاوی برش یا تکه‌های میوه واقعی مانند پرتقال و آناناس است. نسخه‌های غیرالکلی معمولاً در رقص‌های مدرسه، عملکردهای کلیسا، پیک نیک و سایر مناسبت‌های اجتماعی مشابه ارائه می‌شود.
تولیدکنندگان تجاری انواع مختلفی از نوشیدنی‌های «میوه پانچ» را توزیع می‌کنند. اینها معمولاً قرمز رنگ هستند. با وجود این نام، اکثر مارک‌ها فقط بخش کوچکی از آب میوه واقعی را در خود دارند. مواد اصلی تشکیل دهنده معمولاً شربت قند یا ذرت، اسید سیتریک و طعم دهنده‌های مصنوعی هستند. هاوایی پانچ، Hi-C و Minute Maid سه مارک شناخته شده در ایالات متحده هستند. از دیگر نوشیدنی‌های مرتبط می‌توان به مخلوط نوشیدنی پودر شده Kool-Aid، فاسیونولا و Tiki Punch (نوشابه گازدار گازدار از Shasta) اشاره کرد.

### الکلی
از نظر تاریخی، بیشتر پانچ‌های الکلی با استفاده از گیاه آراک یا رام ساخته می‌شدند. پانچ رام باژان (بارباد) یکی از قدیمی‌ترین پانچ‌های رام است و دارای یک دستور العمل ساده است که در یک سرود ملی ذکر شده: «یکی از ترش، دو شیرین، سه قوی، چهار ضعیف». یعنی: یک قسمت آب آهک، دو قسمت شیرین کننده، سه قسمت رم (ترجیحاً باربادوس) و چهار قسمت آب. این غذا با دو یا چند دانه تلخ Angostura و جوز هندی سرو می‌شود.
پانچ‌های الکلی در بین مهمانی‌ها برای دانشجویان دانشگاه و دانشگاه معمول است. این پانچ‌ها بسیار الکلی هستند و با مواد اولیه ارزان تهیه می‌شوند. ممکن است با نامهایی از جمله «پانچ دانه» (ساخته شده با مخلوط کن‌های الکلی دانه و انواع مختلف) یا «آب جنگل» (مشروبات مختلفی که به یک مهمانی BYOB آورده شده، در سطل آشغال سطحی با انواع گازدار مخلوط شود) نوشیدنی‌ها، وسایل کمکی یا هرچیزی که در دست است). برخی از آنها آب اضافی را به کلی حذف می‌کنند و دارای ۳۰٪ حجم الکل (ABV) یا بیشتر هستند.

## پانچ‌ها در سراسر جهان

### استرالیا
Blow My Skull یک نوشیدنی الکلی معروف به پانچ است که از اواسط قرن نوزدهم استرالیا تشکیل شده و حاوی رام، پورتر، آهک، شکر و سایر مواد است.

### باربادوس
Bajan Punch با رام، آب آهک، شکر نیش، جوز هندی، و تلخ تهیه می‌شود. به‌طور مکرر به شراب Falernum نیز اضافه می‌شود، که اوایل میخک‌های پر از رام، آهک و سایر مواد بود.

### کارائیب
Ti 'Punch، به معنای واقعی کلمه به معنای «پانچ کوچک» است، یک پانچ بر پایه رام است که به ویژه در مارتینیک و سایر جزایر فرانسوی کارائیب محبوب است. این نوشیدنی به‌طور سنتی با شربت ریم سفید، آهک و شربت عصا تهیه می‌شود.

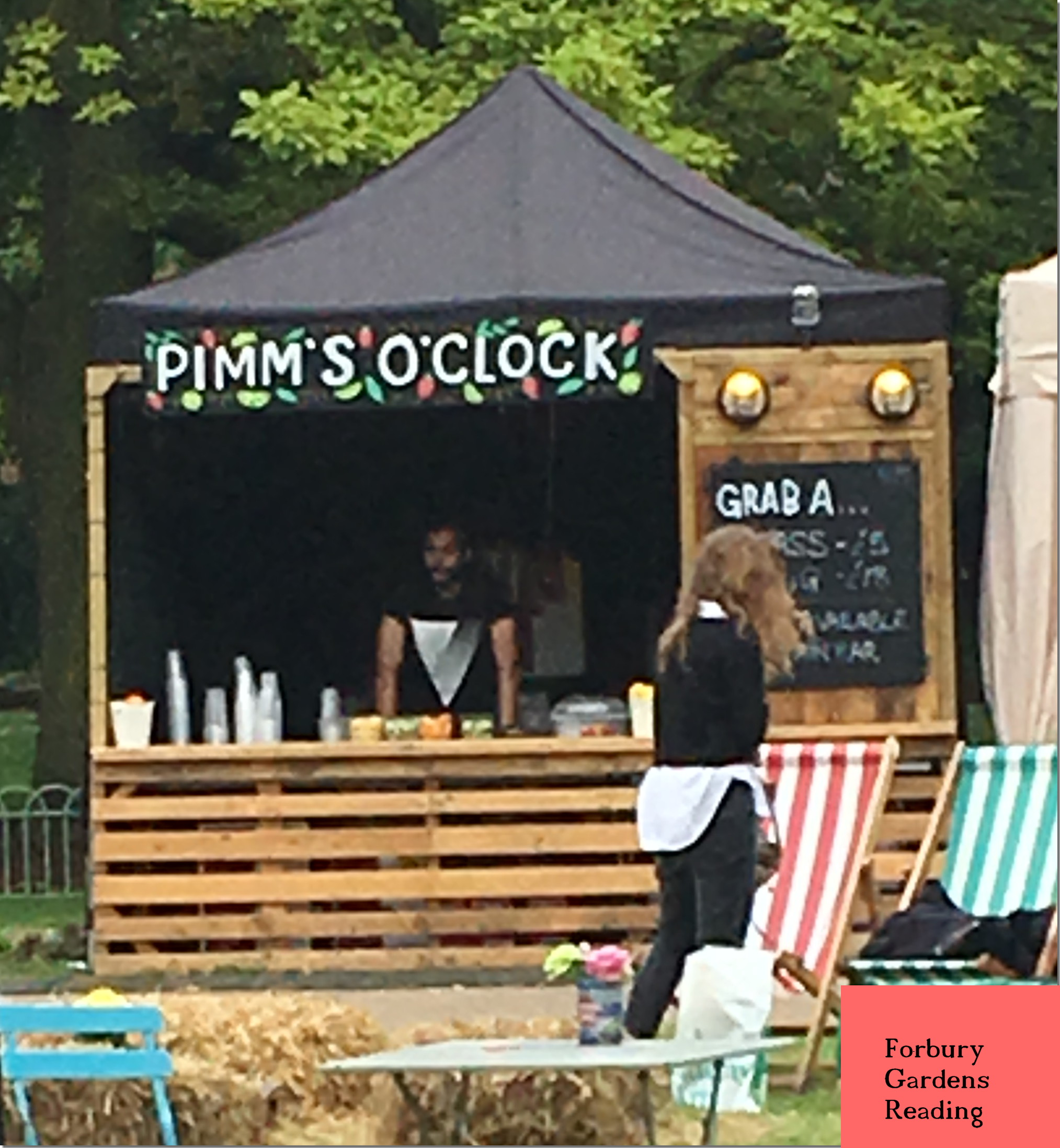
یک غرفه پانچ فروشی

### انگلستان
Cups نوعی پانچ است که به‌طور سنتی قبل از سفر به یک مهمانی شکار در انگلیس سرو می‌شود. این نوشیدنی در انواع رویدادهای اجتماعی مانند مهمانی‌های باغ، مسابقات کریکت و تنیس و پیک نیک ارائه می‌شود. فنجان‌ها به‌طور کلی از نظر الکل کمتر از مشت‌های دیگر هستند و معمولاً از شراب، شراب سیب، جین اسلوو یا لیکور به عنوان پایه استفاده می‌شود. آنها اغلب مقادیر آب میوه یا نوشابه را شامل می‌شوند.
یک فنجان پانچ معروف به Pimm's Cup است که از شربت لیمونارد به سبک انگلیس با نسبت ۱: ۲ استفاده می‌شود. یک فشار لیمو؛ سپس برشهای پرتقال، لیمو و سیب را اضافه کنید. چند برش خیار؛ و با گل گاوزبان تزئین کنید.

### آلمان

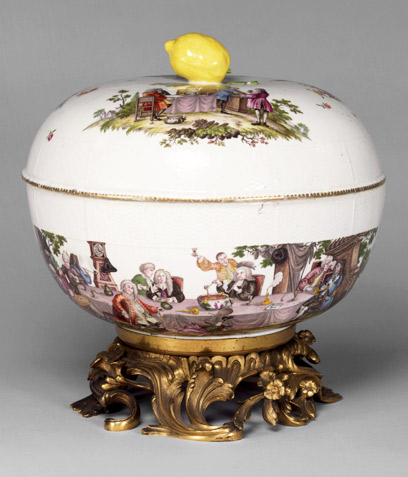
کاسه و پایه پانچ، ساخته شده در کارخانه مایسن، آلمان، ۱۷۷۰، موزه ویکتوریا و آلبرت

پانچ (به آلمانی Punsch) به ترکیبی از چندین آب میوه و ادویه جات اشاره دارد که غالباً شراب یا مشروبات الکلی به آن اضافه شده و بیشتر با شامپاین یا شراب گازدار روی آن قرار می‌گیرد. پانچ در آلمان و بسیاری از آلمانی‌هایی که به آمریکا مهاجرت کرده‌اند محبوب است. مهمانی های شب سال نو ("Silvester") اغلب شامل Feuerzangenbowle ("پانچ سوخته" یا به معنای واقعی کلمه "پانچ انبر آتشین") است. این شبیه به شراب آب شده ("Glühwein") است. یکی دیگر از مشت‌های گرم، محبوب شکارچیان یا افرادی که وقت خود را در سرما می‌گذرانند، مشت مشتی است.

### شبه قاره هند
پانچ‌ها از نظر تاریخی در هند و سریلانکا محبوبیت داشتند.

### کشور کره
هواچه واژه ای برای پانچ‌های سنتی کره ای است. Sujeonggwa یک مشت سنتی در کره است که از خرمالو خشک، دارچین و زنجبیل تهیه می‌شود.

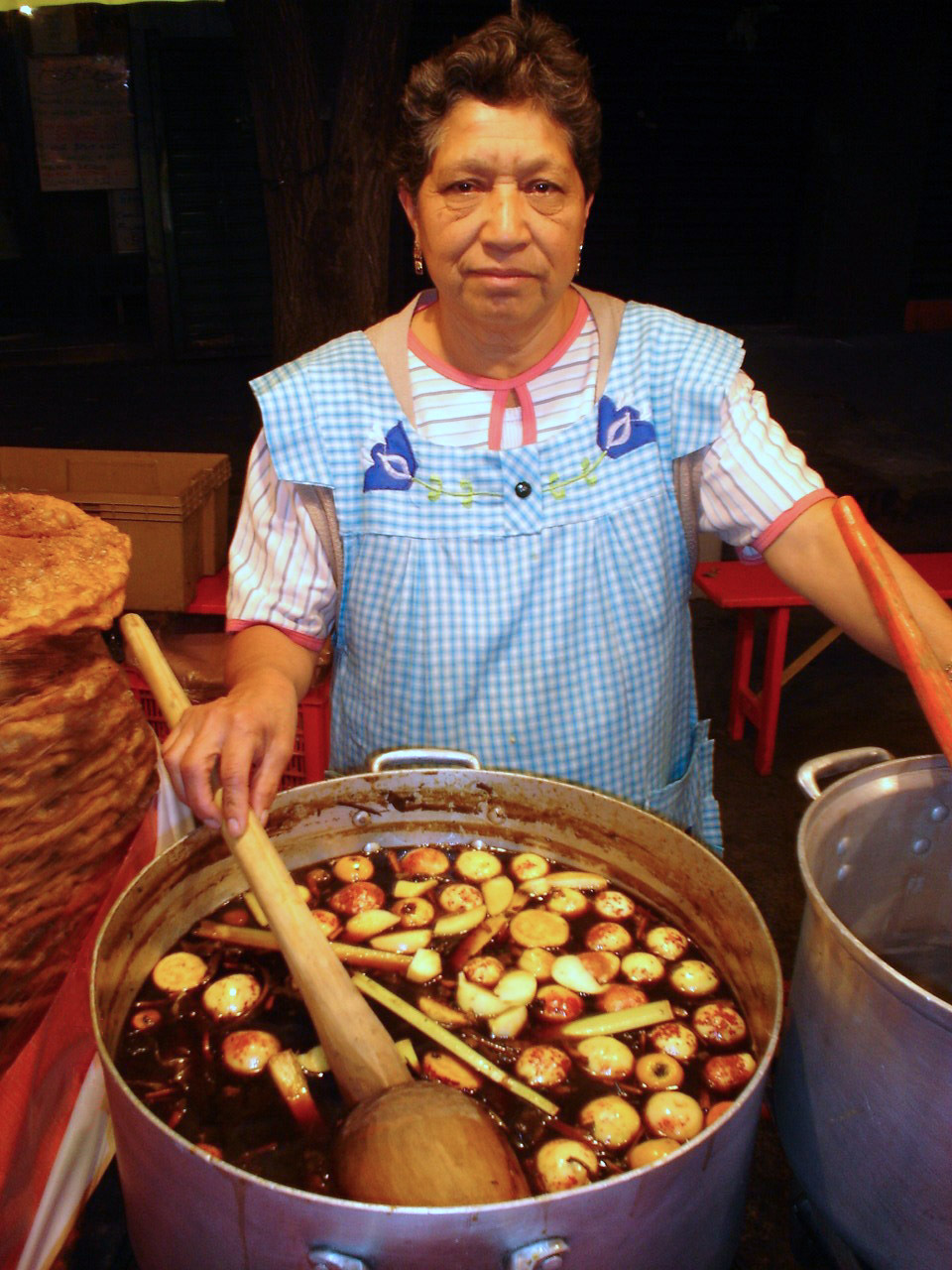
یک ظرف پانچ در مکزیک

Ponche در فصل تعطیلات کریسمس سرو می‌شود. گرم سرو می‌شود. برخی از مواد مورد استفاده برای تهیه پانچ بیشتر فصلی و حتی عجیب و غریب هستند. بیش از حد بیش از حد، که توسط آزتک‌ها به عنوان Texocotli (میوه هسته) شناخته می‌شود، بیشتر مورد نیاز است. Tejocotes میوه درخت تاغ است و به سیب خرچنگ شباهت دارد. آنها دارای طعم ترش شیرین و رنگ زرد نارنجی تا طلایی هستند. مواد تشکیل دهنده دیگر در ponche هستند آلو، گلابی، خشک هر نوع گیان یا بوته یا درخت از جنس بامیه از خانواده پنیر کیان، بادیان رومی، و نیشکر قطعات.

### ایالات متحده
برخی ادعا می‌کنند که Planter's Punch در بار هتل Planters 'House در شهر لوئیس، میسوری اختراع شده‌است. در این دستور غذایی از پانچ زمینی متفاوت است، حاوی ترکیبی از رام، آب لیمو، آب آناناس، آب آهک، آب پرتقال، گل میخک، سودا، کوراسائو، تلخ Angostura و فلفل قرمز است. اولین مرجع چاپ معروف به Planter's Punch یک شعر در نسخه ۸ اوت ۱۹۰۸ نیویورک تایمز بود:
این دستورالعملی که به تو می‌دهم

 برادر عزیز در گرما.
دو عدد ترش بزارید (بزارید بماند)
به یک و نیم شیرین،
از جامائیکا قدیمی قدرتمند،
و چهار قسمت ضعیف اضافه کنید.

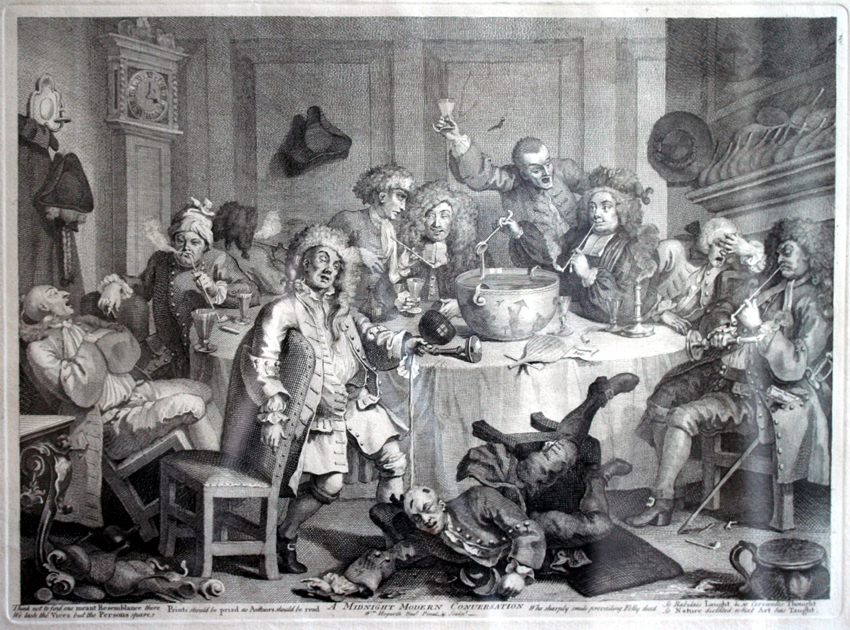
«آقایان از پانچ لذت می‌برند» در سال ۱۷۶۵، توسط ویلیام هوگارت

سپس مخلوط کنید و بنوشید. من اشتباه نمی‌کنم —

 من می‌دانم که دربارهٔ چی صحبت می‌کنم
Southern bourbon punch (پانچ جنوبی بربن) نوشیدنی ای است که در کنتاکی و سایر ایالت‌های جنوبی ارتباط نزدیکی دارد. پانچ شیرین بوربن با چای شیرین (نوشیدنی اصلی جنوب)، طعم مرکبات و ویسکی بوربن تهیه می‌شود. بوربن به دلیل شهرستان بوربن، کنتاکی نامگذاری شده‌است و هر ساله در طی کنتاکی دربی، دستور العمل‌های پانچ بورین به وفور یافت می‌شود.